# Sony Ericsson W950

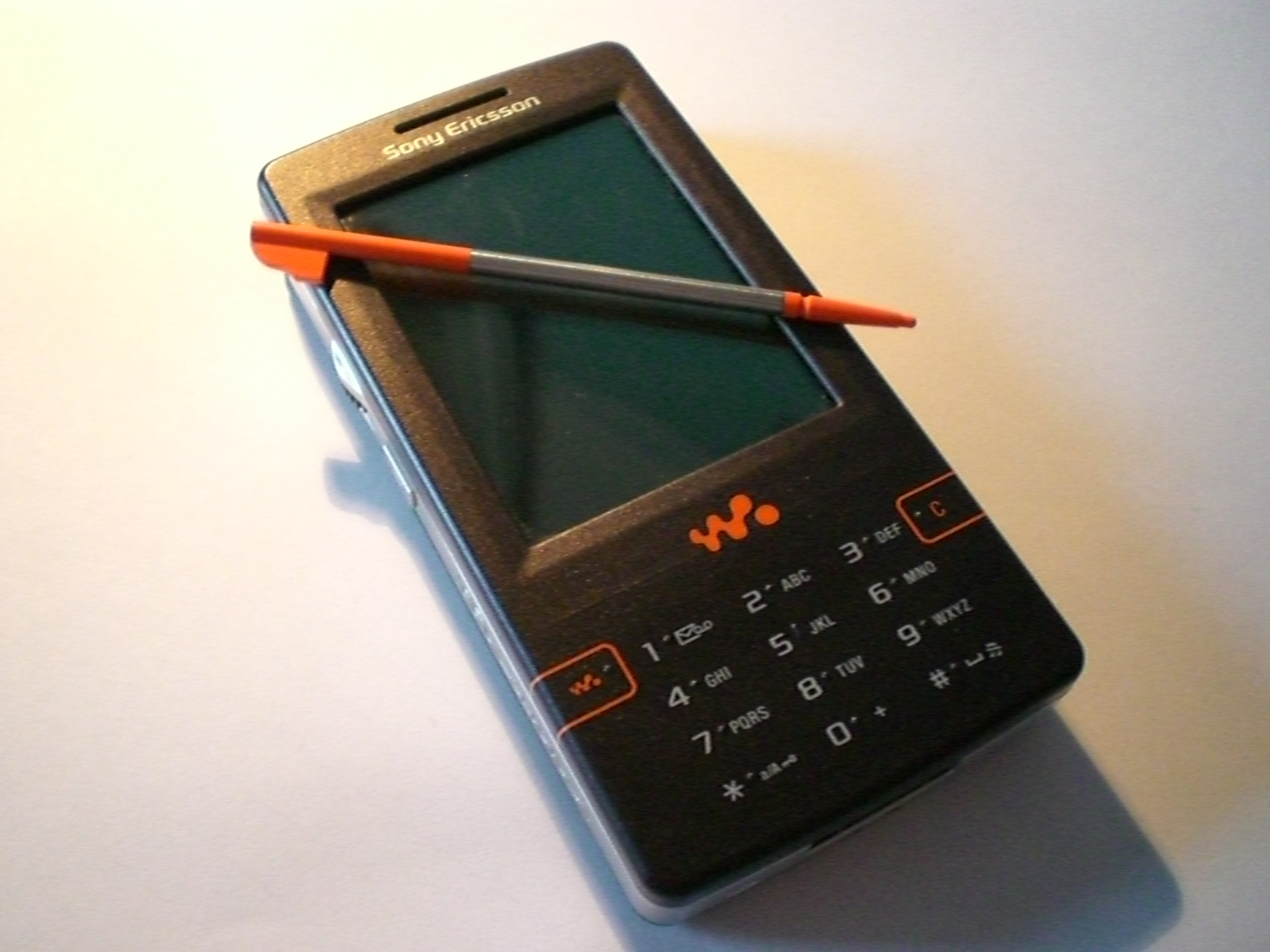
W950 con el estilete ISP-30

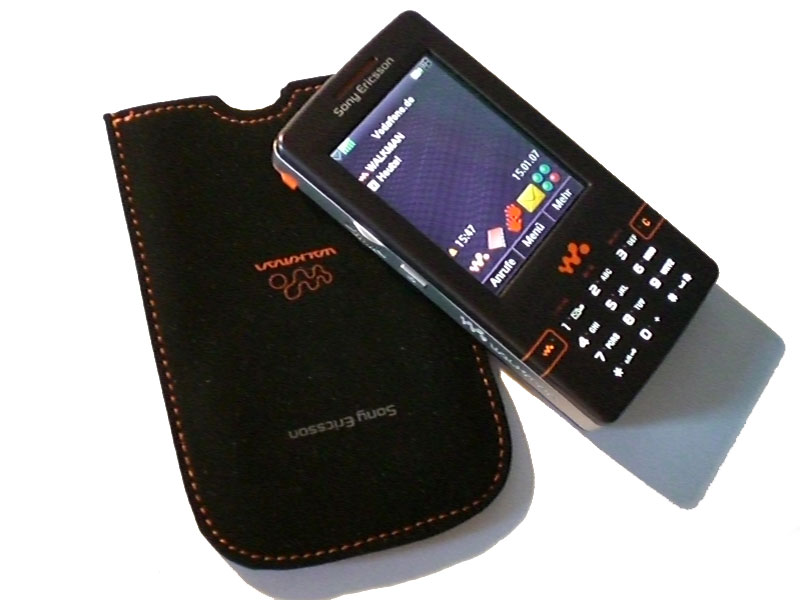
W950 con la funda de tela

El Sony Ericsson W950i es el tercer smartphone UIQ 3 basado en Symbian v9.1. Se anunció el 13 de febrero de 2006, una semana después del anuncio del Sony Ericsson M600. Es una combinación de teléfono móvil, organizador y reproductor de MP3 . Su sucesor es el W960i .

## Antecedentes
El W950 es el sexto teléfono Walkman de Sony Ericsson, y el primero con pantalla táctil. Una de sus características distintivas es la memoria flash interna de 4 GB en la que puede almacenar muchas canciones. Sin embargo, no admite ningún tipo de tarjeta de memoria.
Puede activar el modo de vuelo, lo que permite, con la unidad de teléfono desconectado utilizarlo como reproductor de música (Acerca del software - Walkman - reproductor de MP3 ). Se incluye con el W950 el kit manos libres portátil HPM-82 junto con el control remoto, que permite utilizar los auriculares normales mediante un minijack. el paquete incluye además manuales y el CD-ROM de soporte, que incluye PC Suite y programas de pruebas. Vienen además un cable USB, Stylus ISP-30, una bolsa de tela y la batería de polímero de litio BST-33.
El W950 es en gran parte idéntico, con la excepción del teclado, al Sony Ericsson M600 .
Soporta Correo electrónico: POP3 / SMTP / IMAP

## Desarrollar para el W950i
Como el W950i se basa en la plataforma UIQ, es fácil desarrollar aplicaciones de terceros que se pueden descargar en el teléfono. Los desarrolladores pueden elegir su lenguaje de programación preferido (Java, C++, etc.) y el IDE (Visual Studio, CodeWarrior, Eclipse, Carbide.c++, NetBeans).